# Idioma burji
El idioma burji es hablado por la etnia burji integrada por unas 159.000 personas hablado por el norte de Kenia, y el sur de Etiopía, en las tierras altas cushitas. A lo largo  de la historia a las lenguas cushitas orientales de tierras bajas con las de tierras altas (oromo, konso, somalí, rendile etc.) creando una relación filogenética de las lenguas cushitas orientales es dudosa.
Excepto el burji, todas las lenguas cushitas orientales están estrechamente relacionadas.